# 京都ロイヤルホテル&スパ
京都ロイヤルホテル＆スパ（KYOTO Royal Hotel ＆ SPA）は、京都府京都市中京区河原町三条にあったシティホテル。運営はイシン・ホテルズ・グループ。

## 沿革
1972年10月、京都ロイヤルホテルとして開業。1986年、西洋環境開発に買収され、セゾングループ入り。2000年、西洋環境開発が経営破綻し、翌年に投資ファンドの維新ホスピタリティ・グループに買収された。維新ホスピタリティは京都ロイヤルホテルの買収を皮切りにホテル経営に乗り出し、2004年にイシン・ホテルズ・グループに改名した。2005年、スパ施設の新設に伴い、京都ロイヤルホテル＆スパに名称を変更した。2017年9月、不動産会社の東京建物が不動産信託受益権を取得。施設の老朽化を理由に2018年1月31日限りで営業を終了することが発表され、ホテルを取り壊し、跡地に新たなホテルを建設する意向が示された。
2020年7月に建物の解体が開始され、2021年7月には、地下2階地上9階建てのホテルを跡地に建設する計画が発表された。また、敷地に隣接するカトリック河原町教会の増築も行われるという。

## エピソード
- 京都ロイヤルホテル時代の1981年5月28・29日、第39期名人戦の第5局の会場となり、中原誠名人が挑戦者の桐山清澄八段を下し、防衛を果たした[6]。
- 1階エレベータ脇の壁の石材には、5cmほどのアンモナイトの化石が埋まっており、観察することができた[7]。
- 江戸時代に同地には対馬府中藩京都藩邸が存在した[8]。